# Trichonta laura
Trichonta laura är en tvåvingeart som beskrevs av Chandler och Ribeiro 1995. Trichonta laura ingår i släktet Trichonta och familjen svampmyggor. Inga underarter finns listade i Catalogue of Life.